# Hosanna (album Sizzli)
Hosanna – dziewiętnasty album studyjny Sizzli, jamajskiego wykonawcy muzyki reggae i dancehall.
Płyta została wydana 11 listopada 2002 roku przez niewielką florydzką wytwórnię Reggae Central Records. Produkcją nagrań zajął się M. "Justice" Halsall.

## Lista utworów
1. "Intro"
2. "Live the Life You Love"
3. "Catch the Place A Fire"
4. "Interlude"
5. "All for Me"
6. "Cut & Clear"
7. "Cut & Clear (Instrumental)"
8. "World Wide Love"
9. "World Wide Love (Instrumental)"
10. "Volcano"
11. "Hosanna"
12. "Conquer Them"
13. "Sharp Shotter"
14. "Talk All You Want"
15. "Words Power & Sound"
16. "Interlude"
17. "Skloom Skloom"